# 八王子市立鹿島小学校
八王子市立鹿島小学校（はちおうじしりつかしましょうがっこう）は、東京都八王子市鹿島13番地にある市立小学校。

## 概要
全ての学年が一組のみ。一番人数が多いのは、鹿島小学校の5年生で38人在籍、女子19男子19人である。1・2年は人数が少ない。
学校農園や畑、水田、花壇と耕作や栽培に創立当初より取り組んでおり、その活動の中心に異年齢の縦割り班であるなかよし班がある。ことばの学習として、俳句や短歌、川柳を作成し、入賞した実績がある。新たな伝統として、2018年度からイングリッシュルームで英語の授業を実施し、国際交流でオーストラリアの小学生と手紙の交換やライブチャットを行なっている。

## 沿革

### 経緯
八王子市立鹿島小学校は1976年に設立された。

### 年表
- 1976年4月1日 - 開校
- 1977年2月9日 - 校歌「若いいのち」制定
- 1979年
  - 2月15日 - 全日本よい歯の学校賞受賞（1984年まで）
  - 3月6日 - 八王子市学校保健努力賞受賞（他に優良校等5回受賞）
- 1983年
  - 4月1日 - 児童数620名、16学級に達し、当校在籍児童数のピークを迎える
  - 11月25日 - 文部省指定 勤労生産学習研究発表
- 1995年12月21日 - 保健・安全推進学校として表彰
- 1999年2月18日 - 東京都学校歯科保健優良校表彰（2000年にも受賞）
- 2002年 - 児童朝会にて校長による俳句の指導が始まる
- 2002年6月1日 - サタディースクール スタート
- 2003年 - 「第14回伊藤園お〜いお茶新俳句大賞」に4年男子入賞
- 2004年12月17日 - 一茶祭り全国小中俳句大会に年男子入選
- 2005年
  - 1月15日 - 「NHK全国俳句大会」ジュニアの部に3年女子秀作、6年女子入選
  - 11月23日 -「第44回炎天寺一茶祭り全国小中学生  俳句大会」に3年女子入選
  - 12月17日 -「笛吹市俳句の里さかいがわ小学生・中学生俳句会」に2年女子入選
- 2006年 - 「第17回伊藤園お～いお茶新俳句大賞」に6年女子入選
  - 1月15日 - 「NHK全国俳句大会」ジュニアの部に1年女子2名4年男子入選、1年女子特選
  - 2月 - 東京都学校歯科保健優良校表彰
  - 12月 - 「一茶祭り全国小中俳句大会」に4年女子、4年男子入選する
- 2010年1月27日 - 八王子市教育委員会研究協力校研究発表会

## 教育目標
- じょうぶな子
- よく考える子
- なかよくする子
- がんばる子

## 学校行事
| - 4月 - 5月 - 6月 | - 7月 - 8月 - 9月 | - 10月 - 11月 - 12月 | - 1月 - 2月 - 3月 |

## 通学区域
- 八王子市
  - 大塚643-668、775-800、823、839-862、977、978、985-999、1005-1009、1058-1060、1072、1076、1085-1089
  - 鹿島

## 進学先中学校
- 八王子市立松が谷中学校

## 通学区内の主な施設
- 鹿島団地

## 交通
- 多摩都市モノレール多摩都市モノレール線松が谷駅より徒歩８分
- 京王電鉄バス愛宕団地停留所より徒歩5分